# 鎌倉歴史文化交流館
鎌倉歴史文化交流館（かまくられきしぶんかこうりゅうかん）は、2017年（平成29年）5月15日に開館した鎌倉市立の歴史博物館に類する展示施設である。
なお、計画段階では仮称として「鎌倉歴史文化交流センター」と表記されていた。

## 施設概要

### 土地の来歴
施設の所在地はかつて無量寺谷（むりょうじがやつ）と呼ばれた谷戸で、鎌倉幕府の御家人・安達氏ゆかりの無量寿院という大規模な寺院があったと言われている。江戸時代には刀工正宗の末裔である綱廣の屋敷があったと伝えられている。大正時代には三菱財閥の岩崎小弥太が別荘を構えていた。

### 開設の経緯
館の敷地及び建物（ノーマン・フォスターが代表を務めるフォスター・アンド・パートナーズが設計した「Kamakura House」として2004年に竣工）は、一般財団法人センチュリー文化財団等が所有していたが、2013年に寄附等により鎌倉市が取得した。もともと鎌倉市には市営の博物館がなく、世界遺産の登録を目指していた「武家の古都・鎌倉」の遺産価値を補完するガイダンス施設の候補地として取得されたものだったが、同年にUNESCOの諮問機関であるICOMOSから不記載勧告を受けたことにより、政府が「武家の古都・鎌倉」の世界文化遺産登録への推薦を取り下げたため、（仮称）鎌倉歴史文化交流センターに計画が変更された。個人の住居を改修し、公共施設に用途を変更する計画であったことから、周辺住民の理解を得るための交渉や、建物改修の入札が不調となったことなどに時間を要し、最終的に2017年3月に建物の改修が完了した。

### 展示案内
館は本館と別館からなり、本館には通史展示室・中世展示室・近世／近現代展示室、別館には考古展示室がある。また、「日本のシンドラー」と形容される杉原千畝が晩年を過ごした経緯から、寄贈された関連資料の展示を行っている。

### その他
館の裏手にはやぐらがあり、裏山の高台には現在葛原岡神社に合祀されている合鎚稲荷社があった。

## ギャラリー

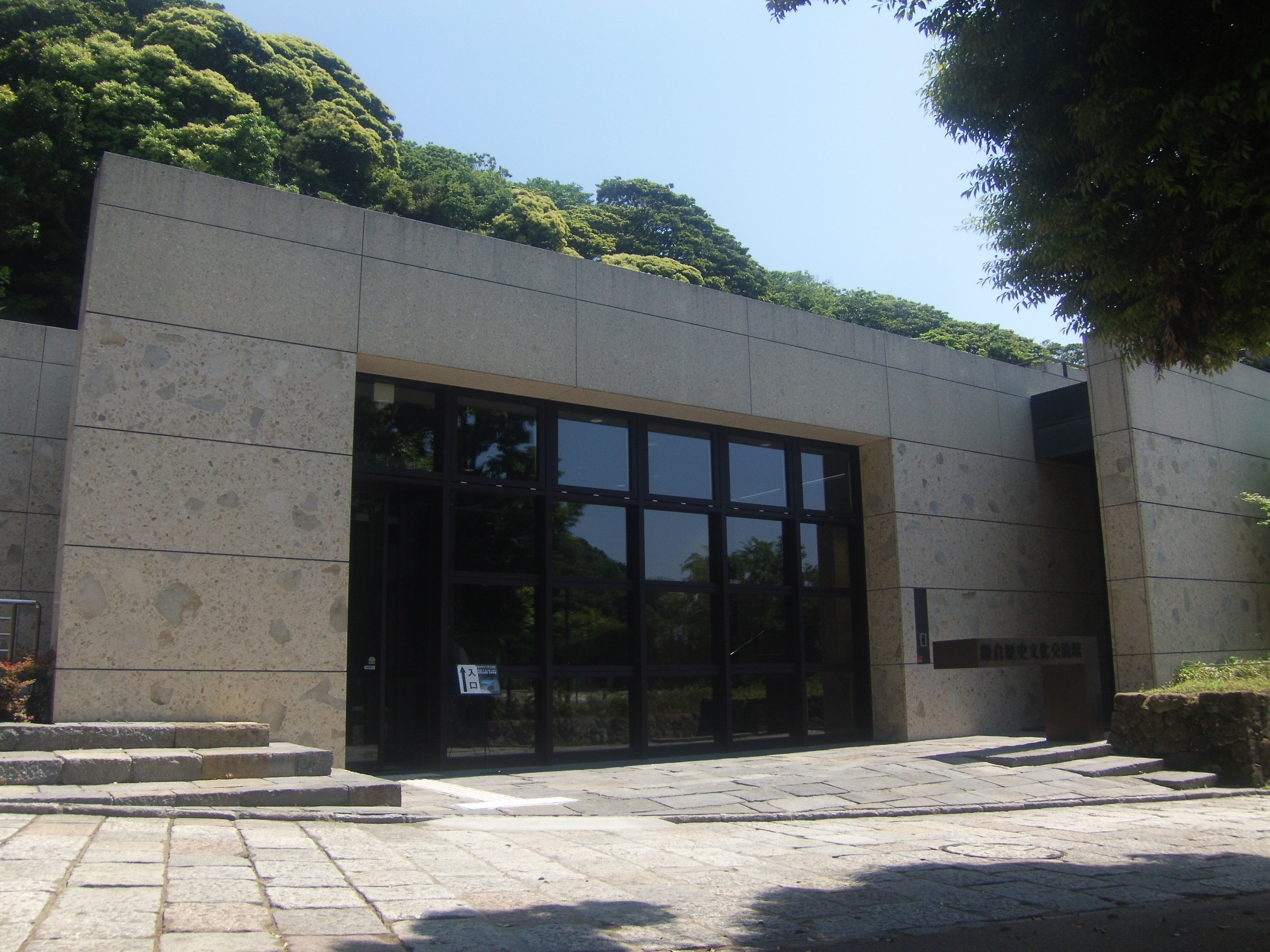
本館（正面玄関）
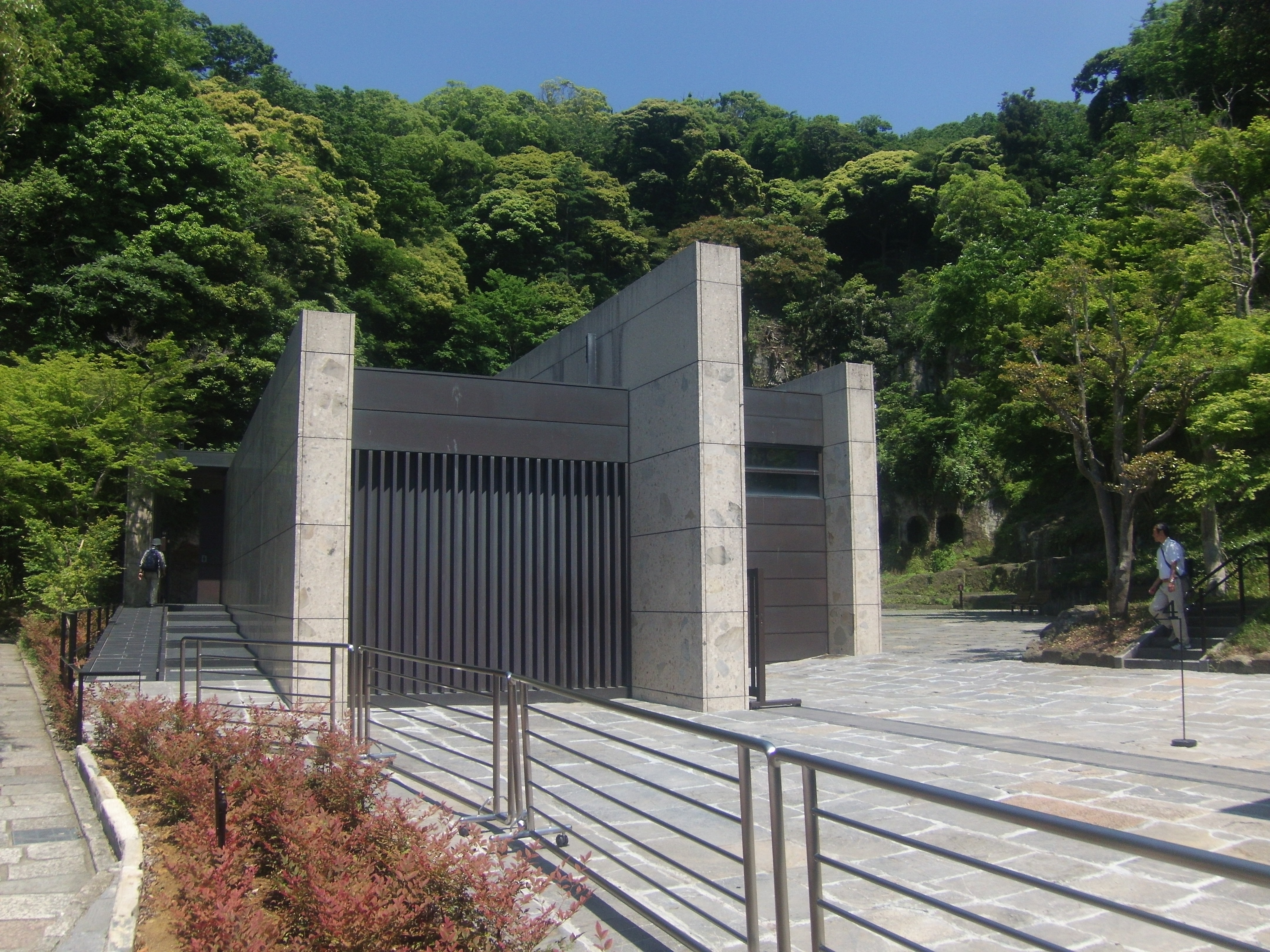
別館
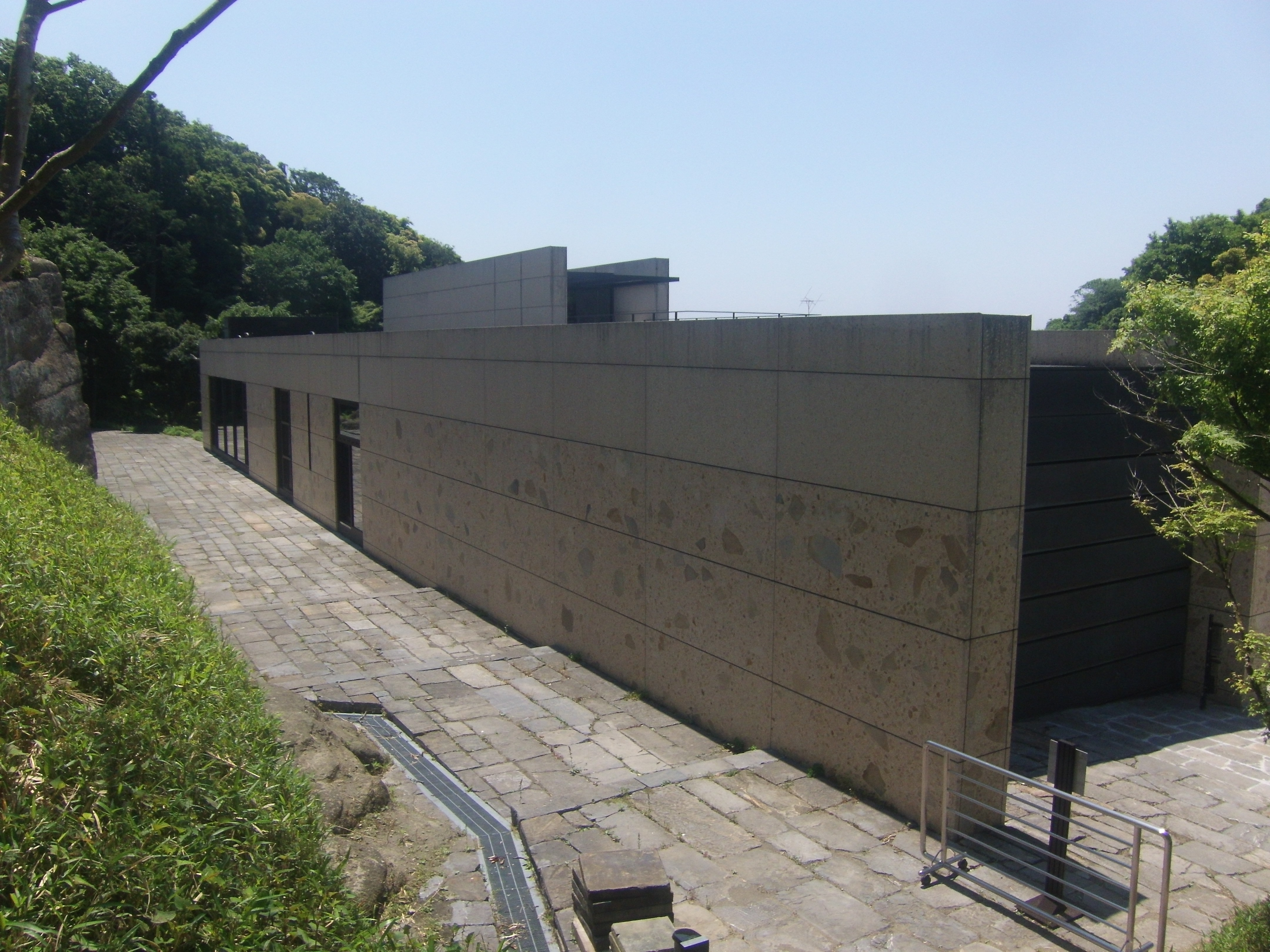
本館裏手
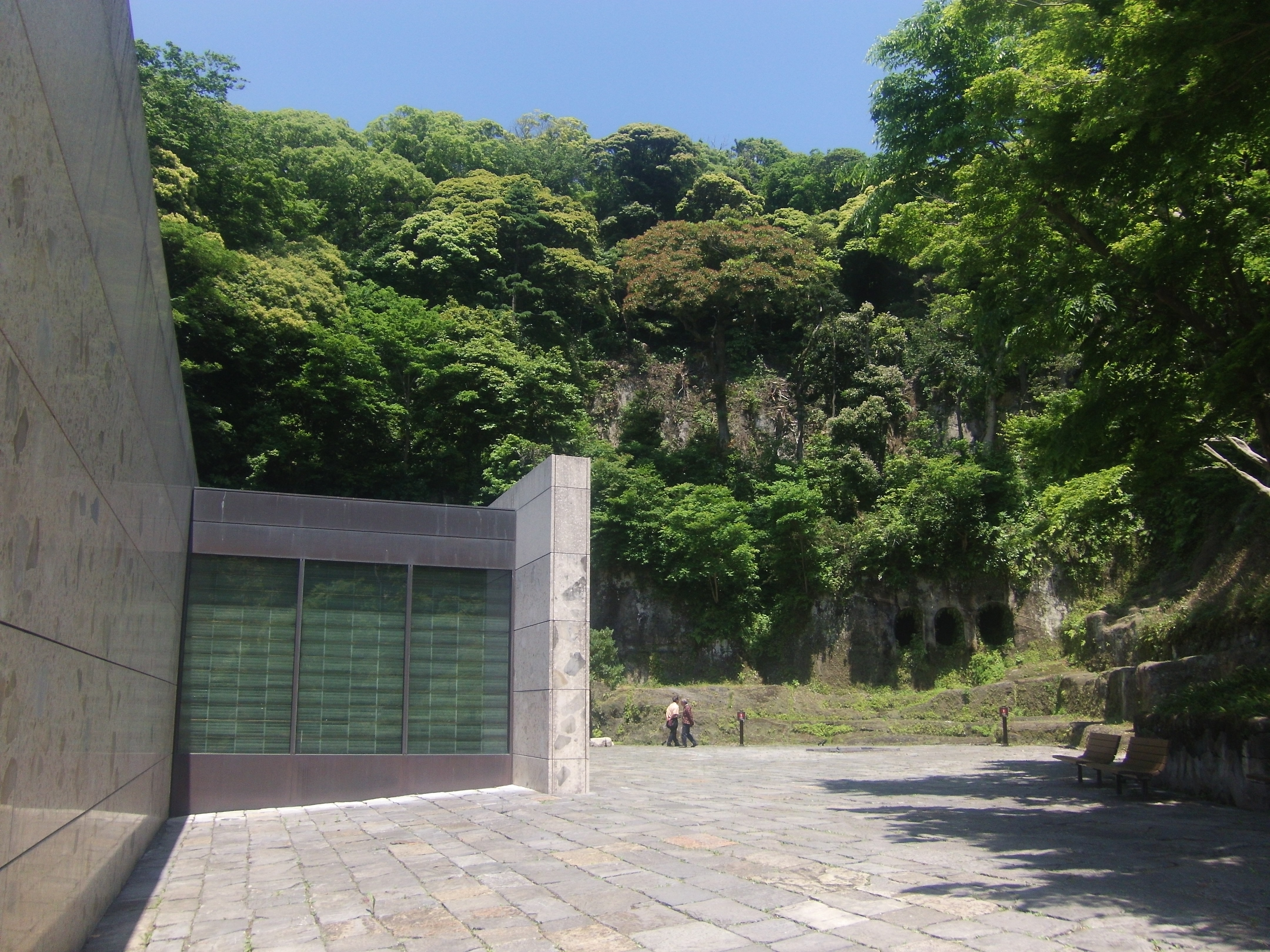
別館とやぐら